# Тиральеры
Тиральеры (фр. Tirailleurs) — лёгкие войска, действовавшие в рассыпном строю. Во время первых войн Французской республики перед фронтом армии вызывались охотники для расследования местности или для более успешного обстреливания противника. Они-то и получили впервые название тиральеров. В русском уставе о строевой пехотной службе (при 3-шереножном строе) тиральеры назывались застрельщиками и помещались в 3-й шеренге; с введением 2-шереножного строя (в 1856 г.) их стали называть стрелками.

## История
В отличие от прочей пехоты с гладкоствольными ружьями, тиральеры вооружались нарезными штуцерами и имели облегчённое снаряжение. В бою действовали рассыпным строем, ведя прицельный огонь по противнику, подготавливая атаку линейной пехоты.
В XIX веке тиральеры превратились в одну из разновидностей колониальных войск Франции. В Африканской армии, дислоцировавшейся в Северной Африке, имелись:
- Алжирские тиральеры;
- Марокканские тиральеры;
- Тунисские тиральеры.

К югу от Сахары имелись:
- сенегальские тиральеры;
- Мальгашские тиральеры;
- Сомалийские тиральеры.

## Наше время
Во Французской армии сохранился 1-й тиральерский полк в Эпинале, в составе 7-й бронетанковой бригады, наследующий традиции и преемство от алжирских тиральеров, основное ВВТ которого колёсные БМП VBCI и ПТРК Milan, ERYX.